# Saint-Martin-aux-Arbres
Saint-Martin-aux-Arbres – miejscowość i gmina we Francji, w regionie Normandia, w departamencie Sekwana Nadmorska.
Według danych na rok 1990 gminę zamieszkiwało 287 osób, a gęstość zaludnienia wynosiła 56 osób/km² (wśród 1421 gmin Górnej Normandii Saint-Martin-aux-Arbres plasuje się na 624. miejscu pod względem liczby ludności, natomiast pod względem powierzchni na miejscu 679.).